# تاراشکیه‌ویتسا
تاراشکیه‌ویتسا (به بلاروسی: тарашкевіца) یا نگارش کلاسیک بلاروسی شیوه‌ای از نگارش زبان بلاروسی است که با توجه به هنجارهای به‌روز این زبان در ۱۹۱۸ از سوی برانسیلاو تاراشکویچ به کار گرفته‌شد و تا زمان اصلاح سامانهٔ نگارشی بلاروسی در ۱۹۳۳، شیوهٔ رسمی نگارش این زبان بود. پس از این سال تاراشکیه‌ویتسا یا به صورت غیررسمی در بلاروس مورد استفاده قرار می‌گرفت یا جوامع بلاروسی‌زبان بیرون از این سرزمین از آن بهره می‌بردند. 